# Champneuville
Champneuville is een gemeente in het Franse departement Meuse in de regio Grand Est. De plaats maakt deel uit van het arrondissement Verdun.
De gemeente maakte deel uit van het kanton Charny-sur-Meuse tot dit op 22 maart 2015 werd opgeheven en Champneuville werd opgenomen in het op die dag gevormde kanton Belleville-sur-Meuse.

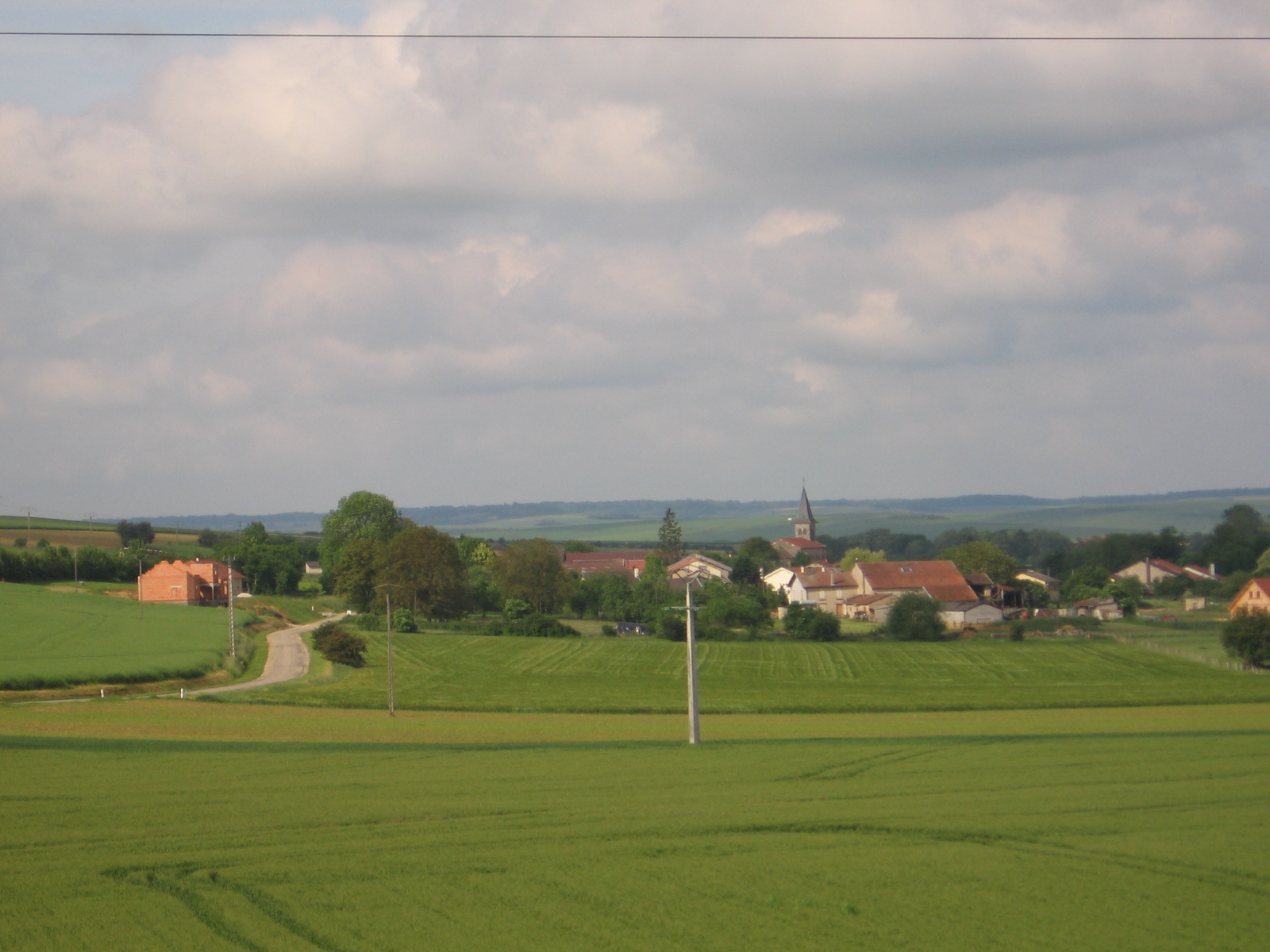
Het plaatsje Neuville (gelegen aan de D214)

## Geografie
De oppervlakte van Champneuville bedraagt 11,5 km², de bevolkingsdichtheid is dus 10,3 inwoners per km².
De onderstaande kaart toont de ligging van Champneuville met de belangrijkste infrastructuur en aangrenzende gemeenten.

## Demografie
Onderstaande figuur toont het verloop van het inwonertal (bron: INSEE-tellingen).